# Чероно, Глэйдис
Глэйдис Чероно Кипроно — кенийская бегунья на длинные дистанции. Серебряная призёрка чемпионата мира 2013 года в беге на 10 000 метров с результатом 30.45,17. Чемпионка Африки 2012 года на дистанции 5000 метров с рекордом чемпионатов — 15.40,04 и дистанции 10 000 метров с результатом 32.41,40. В 2012 году стала победительницей Боготинского полумарафона. Бронзовая призёрка Рас-эль-Хаймского полумарафона 2012 года — 1:09.14.
Сезон 2013 года начала с победы на чемпионате вооружённых сил Кении по кроссу. Победительница Пражского полумарафона 2013 года с рекордом трассы — 1:06.48.

## Достижения
29 марта стала победительницей чемпионата мира по полумарафону с результатом 1:07.29.
23 января 2015 года заняла 2 место на Дубайском марафоне — 2:20.03. На финишной прямой она 1 секунду проиграла победительнице соревнований Аселефеш Мергиа.
Трехкратная победительница Берлинского марафона — в 2015 году с результатом 2:19.25, в 2017 году с результатом 2:20:23 и в 2018 году с результатом 2:18:11, показав своё лучшее время на марафоне.